# Bitis caudalis
Espèce
Synonymes
- Vipera caudalis Smith, 1839
- Vipera ocellata Smith, 1838

Bitis caudalis, la Vipère à cornes d'Afrique du Sud, est une espèce de serpents de la famille des Viperidae.

## Répartition
Cette espèce se rencontre :
- en Afrique du Sud ;
- au Zimbabwe ;
- au Botswana ;
- en Namibie ;
- dans le sud de la Zambie ;
- dans le sud de l'Angola.

## Description
Cette vipère est assez trapue, et atteint 30 à 40 cm, le plus grand spécimen examiné atteignant 51,5 cm.
Elle vit dans les zones semi-arides et semi-désertiques d'Afrique.
Elle donne naissance à des petits vivants (voir ovoviviparité).
Cette vipère est venimeuse. Son venin est hémotoxique.

## Publication originale
- Smith, 1839 : Illustrations of the Zoology of South Africa; Consisting Chiefly of Figures and Descriptions of the Objects of Natural History Collected during an Expedition into the Interior of South Africa, in the Years 1834, 1835, and 1836. London: Smith, Elder, & Co.